# ORDO (revue)
ORDO (sous-titre allemand : Jahrbuch für die Ordnung von Wirtschaft und Gesellschaft, traduit littéralement en français : « Revue annuelle pour l’ordre économique et social ») est une revue scientifique à comité de lecture, fondée en 1948 par les économistes allemands Walter Eucken et Franz Böhm. Faisant référence au titre du périodique, le terme ordolibéralisme fut créé.
Le journal se consacre alors, dès sa création, à l’analyse du cadre institutionnel constituant la société ouverte. Aujourd’hui, ORDO fournit un lieu de débat aux chercheurs de diverses sciences sociales, telles que l’économie, le droit, les sciences politiques, la sociologie, et la philosophie.

## Mode de publication
ORDO paraît tous les ans, à la fois en version papier et en version électronique. Chaque volume consiste en environ 400 à 500 pages. Les articles, soit en anglais, soit en allemand, consistent en 17 pages en moyenne. Les manuscrits soumis aux éditeurs sont rendus anonymes et évalués par un comité de lecture.

## Auteurs notables
Peter Thomas Bauer, François Bilger, James M. Buchanan (Prix Nobel), Franz Böhm, Victoria Curzon-Price, Walter Eucken, Milton Friedman (Prix Nobel), Friedrich Hayek (Prix Nobel), Israel Kirzner, Frank Knight, Irving Kristol, Ludwig Lachmann, Fritz Machlup, Karl Popper, Wilhelm Röpke, Murray Rothbard, Jacques Rueff, Thomas C. Schelling (Prix Nobel), George Stigler (Prix Nobel) et Heinrich Freiherr von Stackelberg.

## Comité éditorial
Hans Otto Lenel, Clemens Fuest, Walter Hamm, Ernst Heuss, Wolfgang Kerber, Martin Leschke , Ernst-Joachim Mestmäcker, Wernhard Möschel, Josef Molsberger, Peter Oberender, Ingo Pies , Razeen Sally, Alfred Schüller, Viktor Vanberg, Christian Watrin, Hans Willgerodt.

## Voir également
- Ordolibéralisme
- Économie sociale de marché